# Dougie Poynter
Dougie Lee Poynter (Corringham, Essex, 30 november 1987) is basgitarist en achtergrondzanger van de Britse band McFly. De andere leden van McFly zijn Harry Judd, Tom Fletcher en Danny Jones.

## McFly
Poynter is de jongste van McFly en trad op 15-jarige leeftijd tot de band toe. McFly brak door met hun nummer 1-hit 5 Colours in Her Hair en daarop volgde het debuutalbum Room on the 3rd Floor. McFly werd geholpen door een andere Britse band, Busted, die in Engeland al behoorlijk populair was. Busted vroeg McFly om met hen te toeren in hun voorprogramma in oktober 2003. In McFly bespeelt Poynter de basgitaar en doet hij de achtergrondzang. Ook heeft hij samen met Tom Fletcher Transylvannia geschreven en volgens Fletcher had Poynter hier zelfs het grootste deel van geschreven. Helemaal alleen schreef Poynter Silence Is a Scary Sound, die als zogenoemde 'hidden track' op Motion in the Ocean verscheen.

## Trivia
Doordat Poynter van McFly deel uitmaakte, kon de band de plaats van The Beatles innemen in het Guinness Book of Records als jongste band ooit met een nummer 1-debuutalbum. Poynter zorgde ervoor dat zij allen als 15 jaar werden gerekend (doordat het jongste lid als geldend gekozen werd).
- Gemeinsame Normdatei: 1051677696
- International Standard Name Identifier: 0000 0001 3242 9635
- Library of Congress Control Number: nb2013012335
- MusicBrainz: 8ee81366-e45a-4d0b-9482-7042e8a20f08
- Nationale Bibliotheek van Tsjechië: xx0322089
- Virtual International Authority File: 304545590
- WorldCat: E39PBJbRdW9MbGRYwtFkg6Pmh3